# Європейський соціальний фонд
Європейський соціальний фонд — один із центральних фондів Європейського Союзу (ЄС).
Фонд був заснований у 1960 році. Його мета — підвищення рівня кваліфікації та навичок трудових ресурсів як засобів попередження втрат робочих місць внаслідок структурних змін в економіці.
Спочатку його кошти використовувалися для фінансування заходів, пов'язаних з переселенням мігрантів та їх адаптацією на новому місці. Європейський соціальний фонд повинен був спрямовувати фінансування головним чином на боротьбу з довгостроковим безробіттям, прискорення інтеграції молоді та адаптацію робітників до процесів індустріальної модернізації. Починаючи з 80-х років, найбільша частка фінансових коштів витрачається на допомогу молоді в її пошуках роботи та отриманні кваліфікації.
На початку ХХІ століття розроблено Європейську стратегію зайнятості (ЄСЗ), на реалізацію якої було профінансовано 40 млрд євро, а понад 60 % цих коштів спрямовано на забезпечення умов відтворення робочої сили.

## Сфера застосування
На сьогодні Фондом визначено ряд позачергових завдань, серед них:
- запобігання тривалому безробіттю та полегшення адаптації осіб, які тривалий час були безробітними, а також професійно-технічна адаптація молоді та осіб, які повернулися до роботи;
- сприяння забезпеченню рівних можливостей доступу ринку праці, особливо тих осіб, яким загрожує суспільна ізоляція;
- покращення професійної та загальної освіти;
- сприяння підготовці кваліфікованої, високоосвіченої і здатної до швидкої адаптації робочої сили, інноваційним рішенням, гнучкості в організації праці та підприємництва;
- покращення тендерної рівності на ринку праці.